# Obszar ochrony ścisłej Sieraków
Obszar ochrony ścisłej Sieraków im. Romana Kobendzy – obszar ochrony ścisłej na terenie Kampinoskiego Parku Narodowego, wcześniej (1937–1959) mający status rezerwatu przyrody. Największy obszar chroniony w granicach tego parku narodowego o powierzchni 1204,91 ha, uznawany jest także za najbardziej wartościowy przyrodniczo.

## Położenie
Rezerwat przyrody Sieraków został powołany w roku 1937. Po utworzeniu w 1959 Kampinoskiego Parku Narodowego przekształcono go w obszar ochrony ścisłej oraz nadano imię profesora Romana Kobendzy (1886–1955). Ten leśnik był inicjatorem utworzenia w tym miejscu rezerwatu. Położony jest w pobliżu Sierakowa, który daje mu swoją nazwę, stosunkowo blisko leżą również Palmiry i Truskaw. Jego granice w części wyznaczają szlaki turystyczne, którymi można obejść OOŚ: od północy i zachodu  Główny Szlak Puszczy Kampinoskiej, a od południa i wschodu  Południowy Szlak Leśny.

## Charakterystyka
Obszar ochrony ścisłej Sieraków obejmuje różnorodne środowisko bagien przeplatanych parabolicznymi wydmami śródlądowymi. W jego granicach leżą wydmy Wywrotnia Góra, Kąt Góry i Biała Góra, kotlina bagienna Cichowąż (jedna z najstarszych i najcenniejszych w Polsce z drzewami w wieku ponad 100 lat), torfowisko wysokie Długie Bagno, uroczysko Na Miny oraz dolinka przepływowa Młyniska. Do innych charakterystycznych obiektów na tym obszarze zaliczają się pomnik przyrody „Stary Dąb” (do którego prowadzi ścieżka dydaktyczna), polana Szczukówek czy Łąki Strzeleckie. Dawniej wzdłuż Głównego Szlaku biegła kolej młocińska, prowadząca do Centralnej Składnicy Amunicji. Część terenów OOŚ Sieraków (w tym Długie Bagno) próbowano osuszyć w latach 20. XX wieku, jednak wycofano się z tych prób, przywracając tym terenom możliwie naturalny charakter i procesy torfowienia.

## Flora i fauna
Wśród wydm występują bory mieszane, grądy i fragmenty dąbrowy świetlistej, zaś na bagnach bory wilgotne, olsy i łęgi olszowo-jesionowe, ponadto pojawia się brzoza czarna, mająca charakter endemitu. W runie rosną liczne chronione i rzadkie rośliny: lilia złotogłów, łuskiewnik różowy, kosaciec syberyjski, kruszczyk błotny, buławnik czerwony, kokorycz pełna, piżmaczek, zerwa kłosowa, żurawina błotna, miodownik melisowaty, orlik pospolity, prosienicznik plamisty, a także będąca reliktem po epoce lodowcowej chamedafne północna. Ze względu na niedostępność terenu rozwinęła się tu obecność typowej dla Puszczy Kampinoskiej fauny w postaci bobrów, łosi, bocianów czarnych czy żurawi zwyczajnych.